# ベンゲラ
ベンゲラ（Benguela ポルトガル語発音: [bẽˈɡɛlɐ]; ムブンドゥ語: Luombaka）は、アンゴラ西部の港町。ベンゲラ州の州都である。
1617年にサン・フェリペ・デ・ベンゲラ（São Felipe de Benguela）という名で建設された。現在は貿易港としての地位は近くのロビトに奪われたものの、漁港としては今も活況を呈している。また、古くからこの地域の中心だったため、州名も、ここを通る鉄道（ベンゲラ鉄道。起点はロビト）も、州最大の都市ロビトではなく、ベンゲラの名を冠している。

## ベンゲラ出身の人物
- ペペテラ - 作家
- アクワ - サッカー選手
- レイラ・ロペス - ミス・アンゴラ2010、ミス・ユニバース2011